# Unaysauridae
Unaysauridae (лат.) — клада базальных завроподоморфных динозавров из позднего триаса Индии и Бразилии.

## Диагноз и систематика
Müller et al. (2018) определили Unaysauridae как наиболее инклюзивную кладу, включающую Unaysaurus tolentinoi, но не Plateosaurus engelhardti и Saltasaurus loricatus.
Представители Unaysauridae диагностируются по значительно расширенной черепной части медиального мыщелка астрагала, а также по промаксиллярному окну. Unaysauridae является сестринским таксоном по отношению к Plateosauria — более производной группе, чем Nambalia, Thecodontosaurus ISI R277, Pantydraco и Efraasia. Unaysaurus и Jaklapallisaurus предыдущими авторами включались в семейство Plateosauridae. Тем не менее, Beccari et al. (2021) поставили под сомнение достоверность Unaysauridae в своем описании Issi saaneq, потому что эта группа «страдает от отсутствующих данных и фрагментарного характера образцов. Например, одна синапоморфия Unaysauridae связана с отношением длины медиального конца астрагала к переднезадней длине латерального конца, что не было подтверждено у U. tolentinoi, в то время как вторая синапоморфия — наличие промаксиллярного окна — не может наблюдаться у J. asymmetrica, у которой отсутствуют необходимые остатки черепа». Впоследствии их филогенетический анализ восстановил Unaysaurus и Macrocollum в составе Plateosauridae.